# NGC 7208
NGC 7208 (другие обозначения — PGC 68120, ESO 467-10, MCG -5-52-32, AM 2205-291, IRAS22055-2917) — линзообразная галактика (SB0) в созвездии Южная Рыба.
Этот объект входит в число перечисленных в оригинальной редакции «Нового общего каталога».